# 日音
株式会社日音（にちおん、英: NICHION,INC.）は、日本の音楽出版社。株式会社TBSホールディングスの完全子会社。

## 沿革・概要
1963年、日本音楽出版株式会社として設立。その後、1971年に現在の社名（法人名）に改称となる。音楽出版社として筒美京平やなかにし礼、川口真などをフリー作家としてデビューさせ、オリジナル作品の開発・著作権管理・プロモートを手掛ける。また「尾崎紀世彦」「南沙織」「いしだあゆみ」らや、「スーパージェッター」「ウルトラシリーズ」等の原盤制作も開始。ワーナー・チャペルミュージック他、海外音楽出版社とカタログ契約を締結し、SP業務を開始。
邦楽曲6万曲以上、洋楽曲100万曲以上の著作権管理をする他、原盤制作、作家マネージメント、海外作家コライト、アーティストマネージメント、サウンズライブラリー、番組制作、CM音楽制作、マーチャンダイジングや著作権業務代行等、多岐にわたり業務を展開している。

## 所属者

### アーティスト
- WILD BLUE
- 吉田山田
- リアクション ザ ブッタ
- 長谷川瑞（元つりビット）

### ソングライター
- 大間々昂
- 兼松衆
- 田渕夏海
- 中村巴奈重
- 斎木達彦
- 中嶋純子
- 佐久間奏
- 田中津久美
- 土田美咲

### 過去の所属者
- 筒美京平（作曲家、2020年没）
- なかにし礼（作詞家・作家、2020年没）
- 川口真（作曲家、2021年没）

## 主な管理楽曲
※順不同・一部抜粋
| - バラが咲いた - ブルー・ライト・ヨコハマ - また逢う日まで - さよならをもう一度 - 喝采 - ジョニイへの伝言 - セクシー・バス・ストップ - 魅せられて - 贈る言葉 - 赤い風船 - センチメンタル・ジャーニー - セカンド・ラブ - あまく危険な香り - 恋におちて -Fall in love- - My Revolution - 人生いろいろ - 想い出の九十九里浜 - Endless Game - TOMORROW - Flavor Of Life - I WISH - 鳥取砂丘 - 会いたかった - 街物語 - キセキ - 東京VICTORY - 愛おしくってごめんね - 恋 - バグっていいじゃん - 進化理論 - 感電 - Lemon 他、多数 | - All of Me - Can't Help Falling In Love - Someday My Prince Will Come - Que Sera, Sera - Georgia On My Mind - Ai No Corrida - 愛の讃歌 - 星に願いを - U.S.A. - Mambo No.5 - You Raise Me Up - Coffee rumba - Mas que nada - Bésame Mucho - You Are My Sunshine - Hard to Say I'm Sorry 他、多数 |

## 製作番組

### 現在放送中の番組
- うたナビ21→うたなびMAX!!
- ふるさとの未来 - TBSテレビ（関東ローカル・TVer限定）にて2020年4月2日より放送されている情報ドキュメンタリー番組。アップフロントグループと共同で当番組の制作協力に関与している。
- CITY CHILL CLUB  - TBSラジオ

### 過去に放送した番組
- 開運音楽堂
- 未来定番曲
- Music B.B.（番組は継続中）
- ID - 1990年代後半 - 2001年3月まで放送された音楽番組。
- P.S. -Pop Shake- - 1990年代半ば - 2002年9月頃に放送された音楽番組。
- 歌う天気予報→お天気ポップス - 東京放送（現・TBSテレビ）との共同制作。日音が管理する楽曲を使用した番組独自のミュージックビデオを流しながら天気予報をテロップで伝えるという画期的なミニ番組。深夜のクロージング前の最終番組として、主に1980年代を中心に放映した。

## 音楽レーベル
- Anchor Records（アンカーレコーズ）
- Kisspoint Records（キスポイントレコーズ）

## 関連人物
- 村上司（元代表取締役会長、2005年没）